# Nieuwstraat (Brussel)
De Nieuwstraat (Frans: Rue Neuve) is een winkelwandelstraat in Brussel die in ongeveer noord-zuidrichting loopt, van het Rogierplein naar het Muntplein. Ze is ongeveer 600 m lang.
Aan de kant van het Rogierplein bevindt zich het overdekte winkelcentrum City 2, gedeeltelijk op de plaats waar vroeger het warenhuis Au Bon Marché stond. Ernaast bevindt zich de Galeria Inno. Op deze plaats brandde het warenhuis "L'Innovation" op 22 mei 1967 volledig uit, waarbij meer dan 300 doden vielen. Drie jaar later werd het huidige gebouw opgetrokken, waarin momenteel Galeria Inno en Media Markt gevestigd zijn (beide behorende tot de Duitse METRO Group).
Verder zijn in de Nieuwstraat vooral kledingzaken te vinden van ketens zoals C&A, HEMA en WE. Duurdere kledingzaken zijn meer geconcentreerd rond de Louizalaan.
In de Nieuwstraat is de prijs per vierkante meter winkelruimte een van de hoogste van heel België (op een tweede plaats na de Meir in Antwerpen). De bovenste verdiepingen zijn echter meestal onbewoond, en door de winkelinrichting soms zelfs volledig ontoegankelijk. Hierdoor ligt de straat er 's avonds vrijwel dood bij. De stad Brussel probeert de laatste jaren het wonen in de Nieuwstraat opnieuw te promoten.

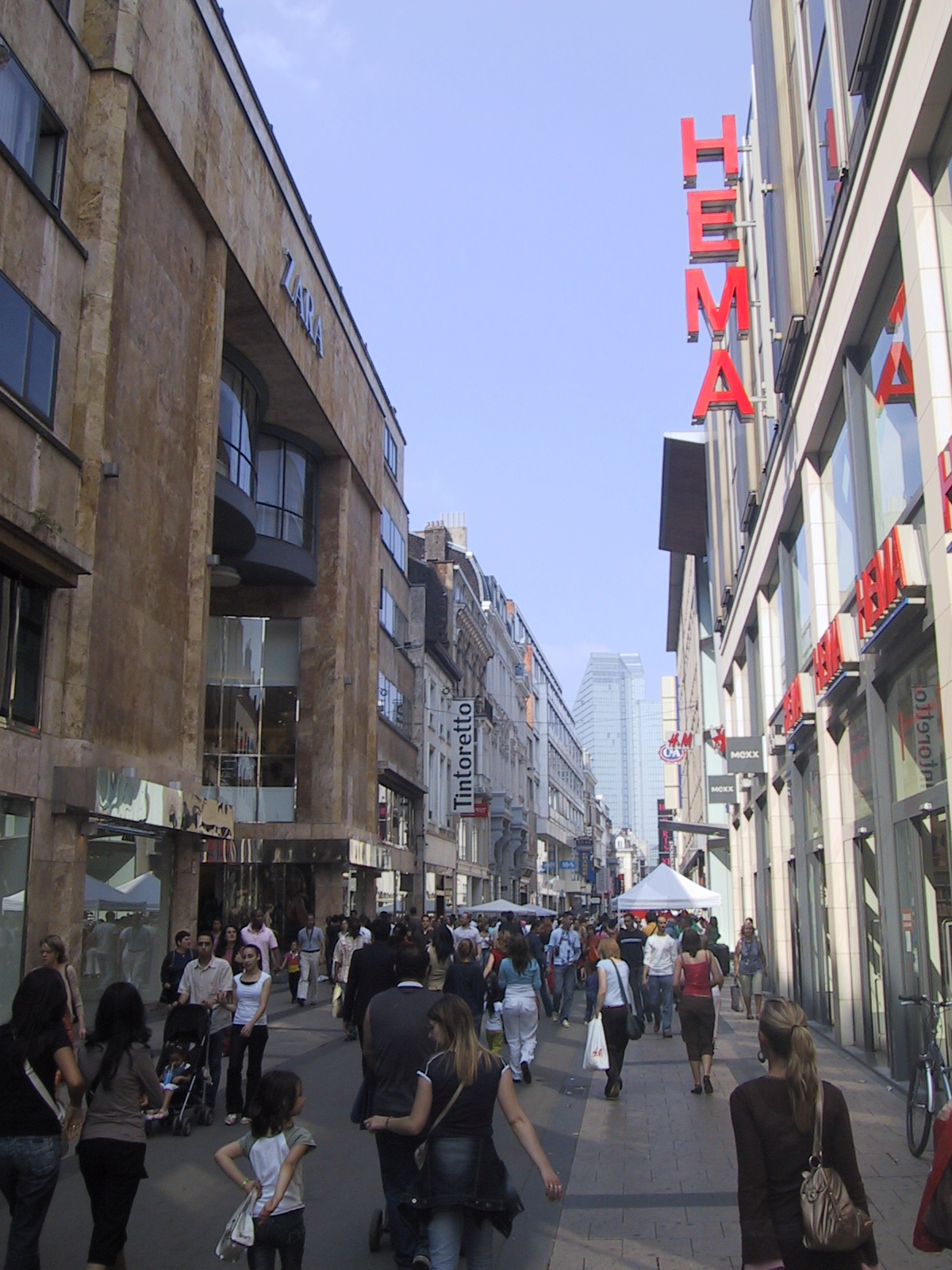
De Nieuwstraat op een drukke dag

De Nieuwstraat is ook de duurste straat in de Belgische versies (zowel Nederlands- als Franstalig) van het bordspel Monopoly.